# Етихад Стейдиъм
Етиха̀д Стейдиъм (на английски: Etihad Stadium) е спонсорско название (от юли 2011 г.) на стадиона Сити ъф Манчестър (на английски: City of Manchester Stadium) в град Манчестър, Англия.
Стадионът е домашна арена на клуба „Манчестър Сити“. Това е четвъртият по големина стадион в английската висша лига и осми във Великобритания. Той е построен през 1999 г. На 23 юни 2007 г. той е обявен за 5-ия най-дълъг стадион в Премиършип. През 2004 г. на този стадион свириха Ред Хот Чили Пепърс.
Първоначалната идея на инициаторите е да се построи лекоатлетически стадион за кандидатурата на Манчестър за Летните олимпийски игри през 2000 г. Манчестър не печели домакинството, но през 2002 г. приема Британските игри, като първоначалният проект е намален от 80 000 седящи места до 50 000. Стадионът е построен от Laing Construction за £112 млн.
За да се осигури дългосрочната финансова жизнеспособност на проекта, след игрите на Британската общност стадионът е отдаден под наем на футболен клуб Манчестър Сити, които са решили да оставят собствения Мейн Роуд, но след като бъде премахната лекоатлетическата писта – постигнато е, като се създава допълнително по-ниско ниво (нов първи етаж) на трибуните, чрез разкопаване на пистата в дълбочина. Реконструкцията от атлетически до футболен стадион струва на общинската хазна £22 млн. Манчестър Сити инвестират допълнително £20 млн. за създаване на барове, ресторанти и корпоративни развлекателни площи. Клубът се мести на новия стадион през лятото на 2003 г.
Клубът „Манчестър Сити“ сключва договор за 250-годишна концесия на стадиона с право за неговото преименуване. През юли 2011 г. клубът преименува стадиона на „Етихад“ като част от 10-годишно споразумение с главния спонсор – Етихад Еъруейз, авиокомпания от Обединените арабски емирства.
През януари 2014 г. започва реконструкция, след завършването на която стадионът започва да побира 55 000 зрители. След поредната реконструкция стадионът влиза в списъка на съоръженията за провеждане на мачовете от Световното първенство по ръгби за 2015 г.